# Araruna (kommun i Brasilien, Paraíba, lat -6,53, long -35,72)
Araruna är en kommun i Brasilien.   Den ligger i delstaten Paraíba, i den östra delen av landet, 1 700 km nordost om huvudstaden Brasília. Antalet invånare är 18 886.
Följande samhällen finns i Araruna:
- Araruna

Omgivningarna runt Araruna är huvudsakligen savann. Runt Araruna är det ganska glesbefolkat, med 43 invånare per kvadratkilometer.